# Куруджашиле
Куруджашиле (тур. Kurucaşile) — город и район в Турции, на северо-востоке ила Бартын, у одноимённого мыса на побережье Чёрного моря. На мысе Куруджашиле находится маяк.
Площадь района — 159 км². Граничит на западе с районом Амасра, на юге — с районом Бартын, на востоке — с районом Джиде ила Кастамону.
В районе находятся пляжи Куруджашиле, Караман, Джамбу (Çambu), Теккеёню (Tekkeönü) и Капысую.

## История
Западнее города, в области бухты Теккеёню (Tekkeönü), ограниченной с востока мысом Дипли, находился древний город Кромна (др.-греч. Κρῶμνα, лат. Cromna), упоминаемый в «Илиаде» Гомера:
Рать пафлагонцев вело Пилемена суровое сердце, —

Всех, обитавших в Енетах, где водятся дикие мулы,

Тех, что Китором владели и около Сесама жили,

У берегов Парфенийских в отличных домах обитали,

На Ерифинских вершинах, в Эгиале жили и в Кромне.
.
По Арриану от Эрифин до Кромны 60 стадиев, от Кромны до Китора — 90 стадиев, от Китора до Эгиала — 60 стадиев.
Около 300 года до н. э. в результате слияния милетских колоний Сесама, Китора, Кромны и Тиоса образовался город Амастрида, названный в честь Амастриды, вдовы тирана Гераклеи Понтийской. Значительная часть жителей была переселена на территорию Сесама, который был расширен и перестроен. Однако некоторая часть населения осталась на прежних местах, поскольку Кромна, Китор и Тиос сохранились.
Находки из Теккеёню хранятся в археологическом Музее Амасры.
Бухты Теккеёню и Капысую (восточнее Куруджашиле) служили верфями, обеспечивающими потребности Османского флота в галеонах. Производство деревянных судов продолжается до сих пор.